# Лука (Білоусович)
Лука I Білоусович (1706 —10 квітня 1761) — український церковний діяч часів Гетьманщини.

## Життєпис

### Кар'єра
Походив з українського козацького роду Білоусовичів (Білоусів). Постригся у чернецтво у Києво-Печерській лаврі 1713 року при архімандриті Романі Копі. Здобув значні знання з права Гетьманату а Російської імперії. Починав з посади лаврського писаря.
У 1740-х роках отримав статус соборного старця. 1744 року призначається повіреним у справах Лаври одночасно з Києво-Софійським кафедральним та Київським Золотоверхо-Михайлівським монастирями у Генеральному військовому суді
У 1745 році був призначений намісником Брянського Свенського Успенського монастиря. 1749 року у цьому монастирі він заклав соборну Успенську церкву і побудував кам'яну огорожу.
Незабаром після цього він повернувся у Києво-Печерську лавру, де був 21 червня (2 липня) 1752 року посвячений в архімандрити із призначенням настоятелем Києво-Печерської лаври. Хіротонізовано 21 червня 1752 архієпископом Санкт-Петербурзьким та Шліссельбурзьким Сильвестром (Кулябкою) у присутності імператриці Єлизавети I у придворній петергофській Петропавлівській церкві.

### Настоятельство
Архімандрит усіляко сприяв розростанню її земельних володінь, що спричинило численні конфлікти, як з іншими монастирями, так і козацькою старшиною. З 1755 року до самої смерті судився з урядником Речі Посполитої — Єжи Августом Мнішеком та унійним єпископом  Володимирським Пилипом Володковичем за власність лаври на Правобережній Україні.
На посаді архімандрита надавав значну допомогу Києво-Могилянській академії, зокрема в 1760 році пожертвував лаврську ділянку в приході церкві Миколи Набережного для будівництва нової бурси академії. За нього Лавра одержала нові покрівельні матеріали для собору Успіння Пресвятої Богородиці, Трапезної палати і друкарні.
Підтримував тісні зв'язки з лаврськими пострижениками, що перебували в сані вищих ієрархів, зокрема з митрополитом Тобольским Павлом (Конюшкевичем) і єпископом Нижегородським Феофаном (Чарнуцьким). При ньому до Києво-Печерської лаври прийняло чернецтво більше 30 випускників Києво-Могилянської академії.
1759 року з ініціативи та за кресленнями архімандрита Луки розпочалося будівництво нового кам'яної церкви Успіння Богородиці у сотенному містечку Межирічі, який мав замінити старі дерев'яні церкви: Воскресіння, Михаїла, Трійці, Успіння та Миколая. Зразком став Успенський собор у м. Охтирці. У Успенській церкві Межиріч зберігався подарунок архімандрита Луки — церковно-службова книга «Тріодь». Завершилося будівництво вже після смерті аріхмандрита — 1775 року.
Помер лука Білоусович 1761 року. Новим архімандритом було обрано Зосиму I